# Lago (Texas)
Lago è un census-designated place degli Stati Uniti d'America, situato nella contea di Cameron dello Stato del Texas. Fa parte dell'area metropolitana di Brownsville–Harlingen.

## Geografia fisica
Secondo lo United States Census Bureau, ha un'area totale di 0,1 miglia quadrate (0,26 km²), di cui il 20,00% d'acqua.

## Società

### Evoluzione demografica
Secondo il censimento del 2000, c'erano 246 persone, 56 nuclei familiari, e 53 famiglie residenti nella città. La densità di popolazione era di 5.718,7 persone per miglio quadrato (2,374,5/km²). C'erano 57 unità abitative a una densità media di 1,325.1/sq mi (550,2/km²). La composizione etnica della città era formata dall'8,54% di bianchi, il 91,46% di altre razze. Ispanici o latinos di qualunque razza erano il 99,59% della popolazione.
C'erano 56 nuclei familiari di cui il 50,0% avevano figli di età inferiore ai 18 anni, il 78,6% erano coppie sposate conviventi, il 14,3% aveva un capofamiglia femmina senza marito, e il 3,6% erano non-famiglie. Il 3,6% di tutti i nuclei familiari erano individuali e il 3,6% aveva componenti con un'età di 65 anni o più che vivevano da soli. Il numero di componenti medio di un nucleo familiare era di 4,39 e quello di una famiglia era di 4,44.
La popolazione era composta dal 37,0% di persone sotto i 18 anni, il 9,8% di persone dai 18 ai 24 anni, il 26,0% di persone dai 25 ai 44 anni, il 19,1% di persone dai 45 ai 64 anni, e l'8.1% di persone di 65 anni o più. L'età media era di 26 anni. Per ogni 100 femmine c'erano 90,7 maschi. Per ogni 100 femmine dai 18 anni in giù, c'erano 82,4 maschi.
Il reddito medio di un nucleo familiare era di 18.235 dollari, e quello di una famiglia era di 18.235 dollari. I maschi avevano un reddito medio pro capite di 30.568 dollari contro i 6.250 dollari delle femmine. Il reddito medio pro capite era di 3.346 dollari. Circa il 54,3% delle famiglie e il 70,1% della popolazione erano sotto la soglia di povertà, incluso l'83.5% of those under the age of 18 e none of those 65 o over.